# U-Prince Series
U-Prince Series là một bộ phim truyền hình Thái Lan phát sóng năm 2016–2017 được sản xuất bởi GMMTV và Baa-Ram-Ewe. Được đạo diễn bởi Chatkaew Susiwa và Kanittha Kwanyu, bộ phim được chia ra làm 12 phần dựa trên cuốn tiểu thuyết của Jamsai gồm 12 câu chuyện về 12 chàng trai đến từ 12 khoa khác nhau ở cùng một trường đại học. Mỗi phần sẽ kể về một cặp đôi và các nhân vật sẽ được xuất hiện luân phiên ở khắp bộ phim.
Bắt đầu với tập Hậu trường Đặc biệt vào ngày 15 tháng 5 năm 2016, bộ phim chính thức lên sóng vào lúc 20:00 ICT (từ ngày 4 tháng 6 năm 2017 trở đi là 20:30 ICT), Chủ nhật trên GMM 25 và phát lại vào 22:00 ICT (từ ngày 4 tháng 6 năm 2017 trở đi là 22:30 ICT) cùng ngày trên LINE TV, bắt đầu từ ngày 22 tháng 6 năm 2016. Bộ phim kết thúc vào ngày 2 tháng 7 năm 2017.

## Diễn viên

### Diễn viên chính

#### Handsome Cowboy
- Puttichai Kasetsin (Push) vai Sibtis
- Esther Supreeleela vai Prikkang

#### Gentle Vet
- Vorakorn Sirisorn (Kang) vai Thesis
- Sutatta Udomsilp (Punpun) vai Suaysai

#### Lovely Geologist
- Nontanun Anchuleepradit (Kacha) vai T-Rex
- Nachjaree Horvejkul (Cherreen) vai Baiploo

#### Badass Baker
- Chatchawit Techarukpong (Victor) vai Dash
- Charada Imraporn (Piglet) vai René

#### Absolute Economist
- Isariya Patharamanop (Hunz) vai Teddy
- Focus Jeerakul vai Chompink/Chompoo

#### Foxy Pilot
- Jirakit Thawornwong (Mek) vai Hawk
- Zuvapit Traipornworakit (Baitoei) vai Aurora

#### Playful Comm-Arts
- Nawat Phumphothingam (White) vai Kirun
- Sananthachat Thanapatpisal (Fon) vai Sung

#### Extroverted Humanist
- Chonlathorn Kongyingyong (Captain) vai Kiryu
- Jannine Weigel (Ploychompoo) vai Pinyin

#### Single Lawyer
- Vachiravit Paisarnkulwong (August) vai Firstclass
- Lapisara Intarasut (Apple) vai Minute

#### Crazy Artist
- Kunchanuj Kengkarnka (Kun) vai Hippy
- Note Panayanggool vai Melbe

#### Badly Politics
- Thanat Lowkhunsombat (Lee) vai Survey
- Lapassalan Jiravechsoontornkul (Mild) vai Cherry Milk

#### Ambitious Boss
- Chutavuth Pattarakampol (March) vai Brian
- Worranit Thawornwong (Mook) vai Mantou

### Diễn viên phụ và khách mời

#### Xuất hiện trong tất cả các phần
- Alysaya Tsoi (Alice) vai Sylvia
- Korawit Boonsri (Gun) vai Choll

| - Kunchanuj Kengkarnka (Kun) vai Hippy - Jirakit Thawornwong (Mek) vai Hawk - Chonlathorn Kongyingyong (Captain) vai Kiryu - Kanut Rojanai (Baan) vai Key - Natthapat Wipatkornthrakul (Puifai) vai Pitta - Jirakit Kuariyakul (Toptap) vai Hed - Nachat Juntapun (Nicky) vai Ped - Surasak Chaiat (Su) vai bố của Sibtis - Prakasit Bowsuwan vai bố của Prikkang - Kunchanuj Kengkarnka (Kun) vai Hippy - Achirawich Saliwattana (Gun) vai Punpun - Pronpiphat Pattanasettanon (Plustor) vai Lorthep - Natapat Patipokasut (Miss) vai Pete - Sutthipha Kongnawdee (Noon) vai Jelly - Nontanun Anchuleepradit (Kacha) vai T-Rex - Chatchawit Techarukpong (Victor) vai Dash - Kunchanuj Kengkarnka (Kun) vai Hippy - Pronpiphat Pattanasettanon (Plustor) vai Lorthep - Vorakorn Sirisorn (Kang) vai Thesis - Chatchawit Techarukpong (Victor) vai Dash - Kunchanuj Kengkarnka (Kun) vai Hippy - Tipnaree Weerawatnodom (Namtan) vai Bell - Weerayut Chansook (Arm) vai Hym - Thanat Lowkhunsombat (Lee) vai Survey - Nontanun Anchuleepradit (Kacha) vai T-Rex - Kunchanuj Kengkarnka (Kun) vai Hippy - Thanat Lowkhunsombat (Lee) vai Survey - Sananthachat Thanapatpisal (Fon) vai Sung - Jatuchoke Wangsuwannakit (Go) vai Mark - Oranicha Krinchai (Proud) vai Annie - Esther Supreeleela vai Prikkang - Thanat Lowkhunsombat (Lee) vai Survey - Thitipoom Techaapaikhun (New) vai Pascal - Nutticha Namwong (Kaykai) vai Piglet - Phadej Onlahoong vai Tang Thai (Somsak) - Poodit Chohksangiam vai Tangmo (Somyot) - Ramida Jiranorraphat (Jane) vai Loma - Zuvapit Traipornworakit (Baitoei) vai Aurora - Khoo Pei-Cong (Wave) vai François - Chonlathorn Kongyingyong (Captain) vai Kiryu - Kunchanuj Kengkarnka (Kun) vai Hippy - Weerayut Chansook (Arm) vai Him - Thitipoom Techaapaikhun (New) vai Pascal - Ramida Jiranorraphat (Jane) vai Loma - Khoo Pei-Cong (Wave) vai François - Tawan Vihokratana (Tay) vai Philip - Pluem Pongpisal vai Kevin - Chonlathorn Kongyingyong (Captain) vai Kiryu - Sutthipha Kongnawdee (Noon) vai Jelly - Tipnaree Weerawatnodom (Namtan) vai Bell - Weerayut Chansook (Arm) vai Him - Charada Imraporn (Piglet) vai René - Ramida Jiranorraphat (Jane) vai Loma - Nawat Phumphotingam (White) vai Kirun - Phakjira Kanrattanasood (Nanan) vai Dizzy - Parichat Praihirun vai mẹ của Kirun và Kiryu - Pluem Pongpisal vai Kevin | - Jirakit Thawornwong (Mek) vai Hawk - Kunchanuj Kengkarnka (Kun) vai Hippy - Weerayut Chansook (Arm) vai Him - Ramida Jiranorraphat (Jane) vai Loma - Nawat Phumphotingam (White) vai Kirun - Vachiravit Paisarnkulwong (August) vai Firstclass - Parichat Praihirun vai mẹ của Kirun và Kiryu - Lapisara Intarasut (Apple) vai Minute - Pimolwan Suphayang vai mẹ của Pinyin - Suradet Piniwat (Bas) vai Set - Pluem Pongpisal vai Kevin - Chonlathorn Kongyingyong (Captain) vai Kiryu - Sutthipha Kongnawdee (Noon) vai Jelly - Tipnaree Weerawatnodom (Namtan) vai Bell - Weerayut Chansook (Arm) vai Him - Isariya Patharamanop (Hunz) vai Teddy - Focus Jeerakul vai Chompink (Chompoo) - Ramida Jiranorraphat (Jane) vai Loma - Nawat Phumphotingam (White) vai Kirun - Thanaboon Wanlopsirinun (Na) vai Pitcher - Kunchanuj Kengkarnka (Kun) vai Hippy - Pluem Pongpisal vai Kevin - Phurikulkrit Chusakdiskulwibul (Amp) vai Theo - Puttichai Kasetsin (Push) vai Sibtis - Jirakit Thawornwong (Mek) vai Hawk - Chonlathorn Kongyingyong (Captain) vai Kiryu - Kunchanuj Kengkarnka (Kun) vai Hippy - Tipnaree Weerawatnodom (Namtan) vai Bell - Weerayut Chansook (Arm) vai Him - Thitipoom Techaapaikhun (New) vai Pascal - Ramida Jiranorraphat (Jane) vai Loma - Sutthipha Kongnawdee (Noon) vai Jelly - Nontanun Anchuleepradit (Kacha) vai T-Rex - Tipnaree Weerawatnodom (Namtan) vai Bell - Weerayut Chansook (Arm) vai Him - Ramida Jiranorraphat (Jane) vai Loma - Maripha Siripool (Wawa) vai Kwangnoi - Pattadon Janngeon (Fiat) vai Fuse - Krittanai Arsalprakit (Nammon) vai Aob - Paiboonkiat Kiewkaew vai Andres - Rachanee Siralert (Prae) vai Regina Elisa - Puimek Weerayuttvilai (Puimekster) vai Công chúa Karin - Chutavuth Pattarakampol (March) vai Brian - Jirakit Thawornwong (Mek) vai Hawk - Nontanun Anchuleepradit (Kacha) vai T-Rex - Chatchawit Techarukpong (Victor) vai Dash - Tipnaree Weerawatnodom (Namtan) vai Bell - Weerayut Chansook (Arm) vai Him - Thanat Lowkhunsombat (Lee) vai Survey - Pluem Pongpisal vai Kevin - Charada Imraporn (Piglet) vai René - Isariya Patharamanop (Hunz) vai Teddy - Ramida Jiranorraphat (Jane) vai Loma - Nawat Phumphotingam (White) vai Kirun - Sivakorn Lertchuchot (Guy) vai Otto - Jumpol Adulkittiporn (Off) vai Li Tang - Chanagun Arpornsutinan (Gunsmile) vai Tanthai |

## Quá trình sản xuất

### Casting
Đầu năm 2016, GMMTV đã tổ chức "Finding U-Prince Project", một cuộc thi trực tuyến để tuyển chọn diễn viên cho bộ phim. Kết quả đã được công bố vào ngày 3 tháng 4 năm 2016 tại Quảng trường Eden, CentralWorld.

## Nhạc phim
| Tên bài hát              | Thể hiện                            | Ghi chú                                         |
| ------------------------ | ----------------------------------- | ----------------------------------------------- |
| Ror hai tur poot gaun    | Note Panayanggool                   | Nhạc dạo của phần 1, tập 1–2 - phần 2 và phần 3 |
| Chep thi yang rusuek     | Tanont Chumroen                     |                                                 |
| Mai tummadah             | Worranit Thawornwong                |                                                 |
| Dae thoe thirak          | Vonthongchai Intarawat              |                                                 |
| Fai diao                 | Vorakorn Sirisorn                   | Nhạc dạo của tập 3–4 - phần 2                   |
| Khuen thi fa sawang      | Kunchanuj Kengkarnka                |                                                 |
| Roy yim kaung tur        | Nontanun Anchuleepradit             |                                                 |
| My Beautiful Girl        | Chatchawit Techarukpong             | Nhạc dạo của phần 4                             |
| Kwahm wahn (Sweet)       | Charada Imraporn                    |                                                 |
| Fan pai... rue plao      | Isariya Patharamanop Focus Jeerakul | Nhạc dạo của phần 5                             |
| Poot wah rak bao bao     | Jirakit Thawornwong                 | Nhạc dạo của phần 6                             |
| Tah tur mai roo          | Chonlathorn Kongyingyong            | Nhạc dạo của phần 7–8                           |
| Garoonah mah rop guan    | Sarunyu Winaipanit                  | Nhạc dạo của phần 9                             |
| Grasoon                  | Kunchanuj Kengkarnka                | Nhạc dạo của phần 10                            |
| Wun tee chun aht leum    | Kunchanuj Kengkarnka                |                                                 |
| Gumlung ror yoo por dee  | Weerayut Chansook                   | Nhạc dạo của phần 11                            |
| Arai gor dai nai jai tur | Sivakorn Lertchuchot                | Nhạc dạo của phần 12                            |
| Arai gor dai nai jai tur | Worranit Thawornwong                |                                                 |

## Giải thưởng và đề cử
| Năm  | Giải thưởng                     | Hạng mục              | Người được đề cử                  | Kết quả   |
| ---- | ------------------------------- | --------------------- | --------------------------------- | --------- |
| 2017 | Maya Awards 2017                | Female rising star    | Zuvapit Traipornworakit (Baitoei) | Đoạt giải |
| 2018 | Daradaily The Great Awards 2018 | Male Star of the Year | Thanat Lowkhunsombat (Lee)        | Đề cử     |